# فرد براون (سياسي)
فرد براون (بالإنجليزية: Fred Brown)‏ هو محامي ومهندس وسياسي أمريكي، ولد في 9 يوليو 1943، وتوفي في 27 يونيو 2014. حزبياً، نشط في الحزب الديمقراطي. وقد انتخب عضو مجلس نواب ألاسكا.